# Oberes Tal (Naturschutzgebiet)
Das Naturschutzgebiet (NSG) Oberes Tal liegt am linken Neckarufer östlich von Kleiningersheim im Landkreis Ludwigsburg in Baden-Württemberg und hat eine Größe von 17,8 ha.
Das Obere Tal ist eine bedeutsame Aue des Neckars auf einem verfüllten ehemaligen Kiesabbaugelände. Durch die ungesteuerte Entwicklung ist ein Mosaik aus Röhrichten, Hochstauden, Feuchtgehölzen, sowie eine eingewachsene Obstwiese mit Hecke und Buschwerk entlang der Böschungskante im Überschwemmungsbereich der Neckaraue entstanden, die als Rastplatz und Winterquartier seltener Vogelarten dient. 
Als Schutzzweck wird in der Verordnung über das Naturschutzgebiet ebenfalls angegeben:
- Erhaltung der in dem Gebiet vorkommenden Lebensräume »Auwälder mit Erle, Esche, Weide« sowie »Feuchte Hochstaudenfluren«